# Castela tweediei
Castela tweediei là một loài thực vật có hoa trong họ Thanh thất. Loài này được Planch. mô tả khoa học đầu tiên năm 1846.